# چسب‌رنگ

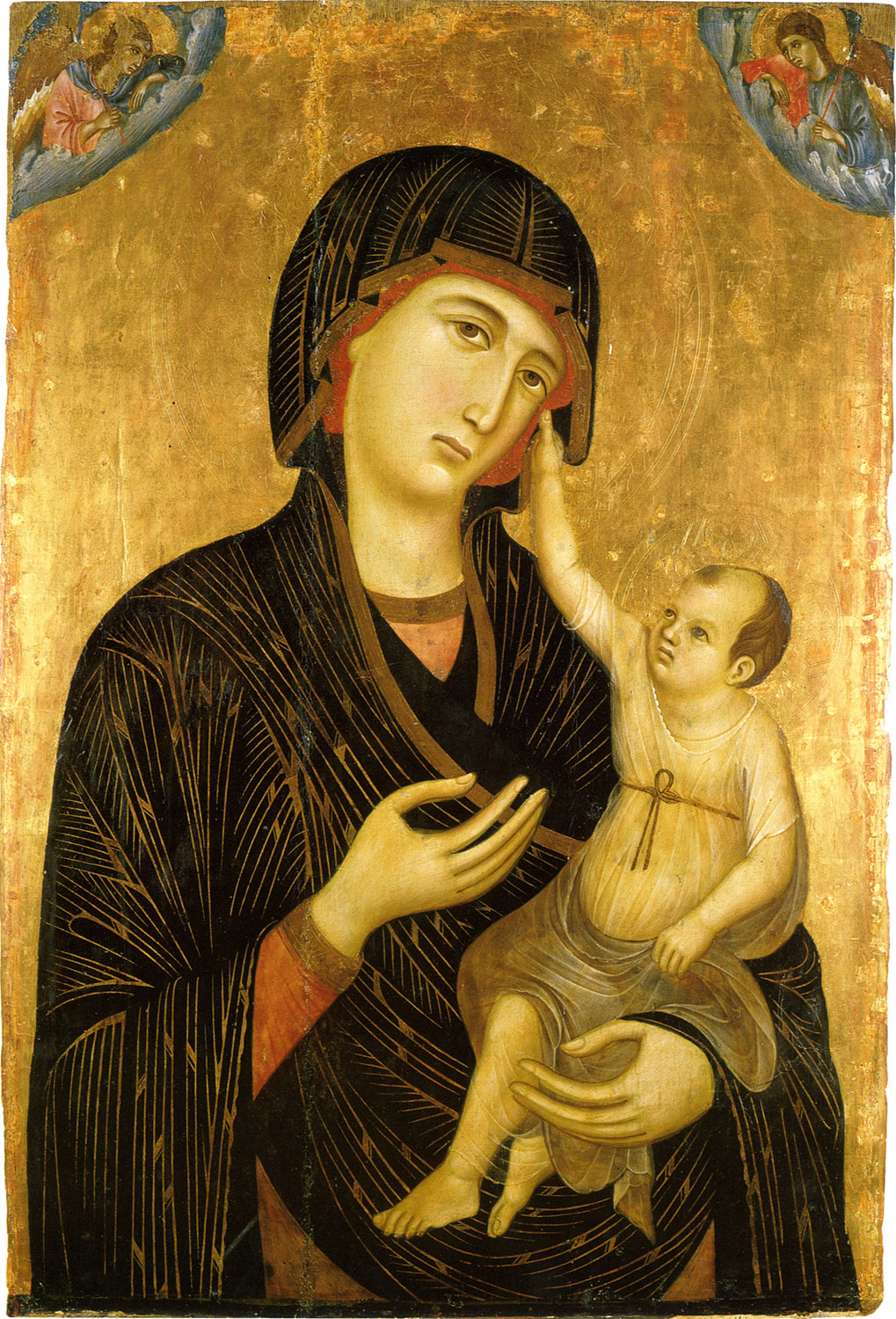
نقاشی چسب‌رنگ بر روی چوب، ۱۲۸۴

چَسب‌رَنگ (tempera)، رنگ محلول در آب است که با نوعی مادهٔ چسبنده ساخته می‌شود. به اثری که از طریق آمیختن رنگ محلول در آب با نوعی مادهٔ چسبنده ساخته می‌شود نیز اثر چسب‌رنگ گفته می‌شود.
چسب‌رنگ تکنیکی قدیمی در نقاشی است که در آن ماده رنگی معمولاً با زرده تخم مرغ ترکیب می‌شود و بعد از ترکیب با آب برای کشیدن بر روی تابلو آماده می‌شود. در این شیوه پس از خشک شدن رنگ‌ها روشن‌تر به نظر می‌رسند. نقاشی‌هایی که با این شیوه انجام می‌شوند پایداری زیادی دارند به طوری که نقاشی‌هایی از قرن اول پس از میلاد با این شیوه نقاشی هنوز وجود دارد.

## نگارخانه

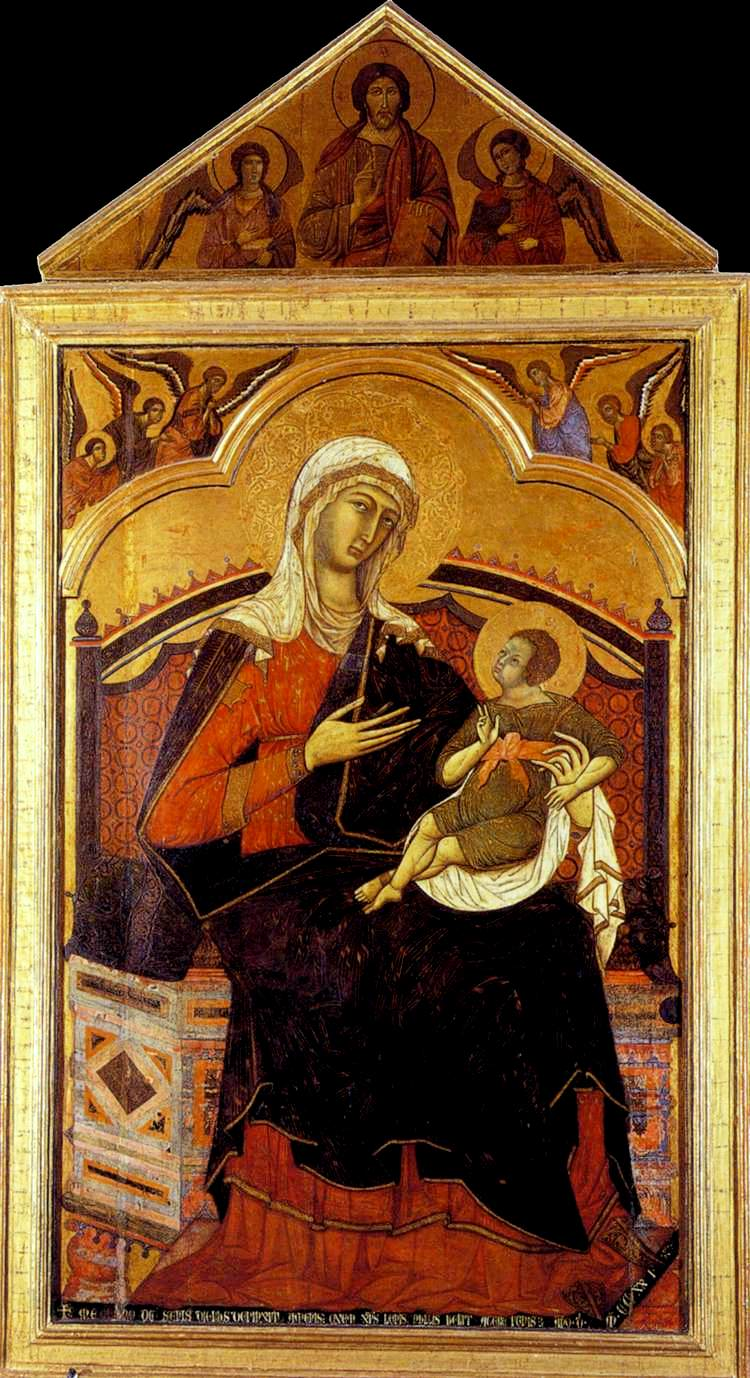
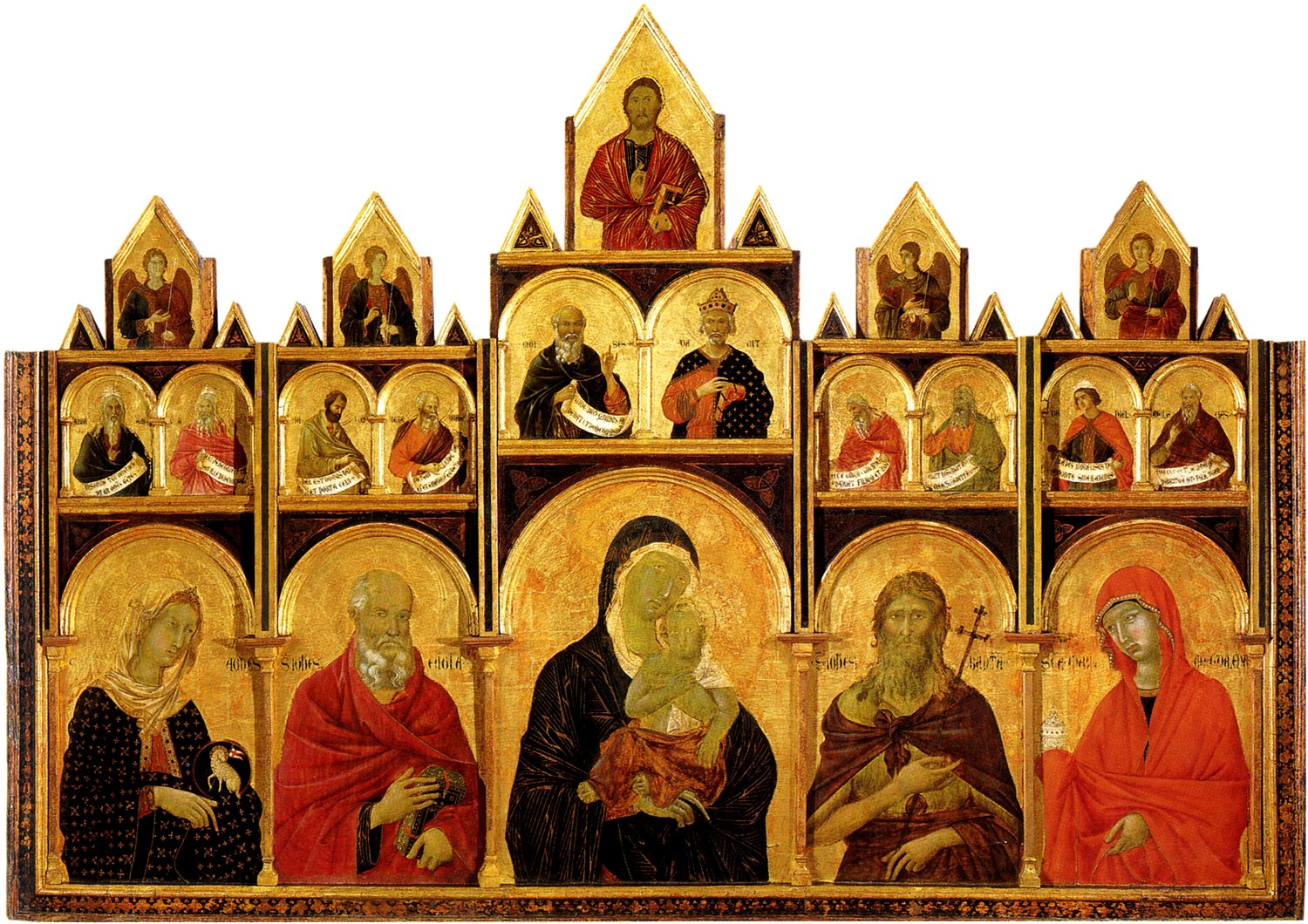
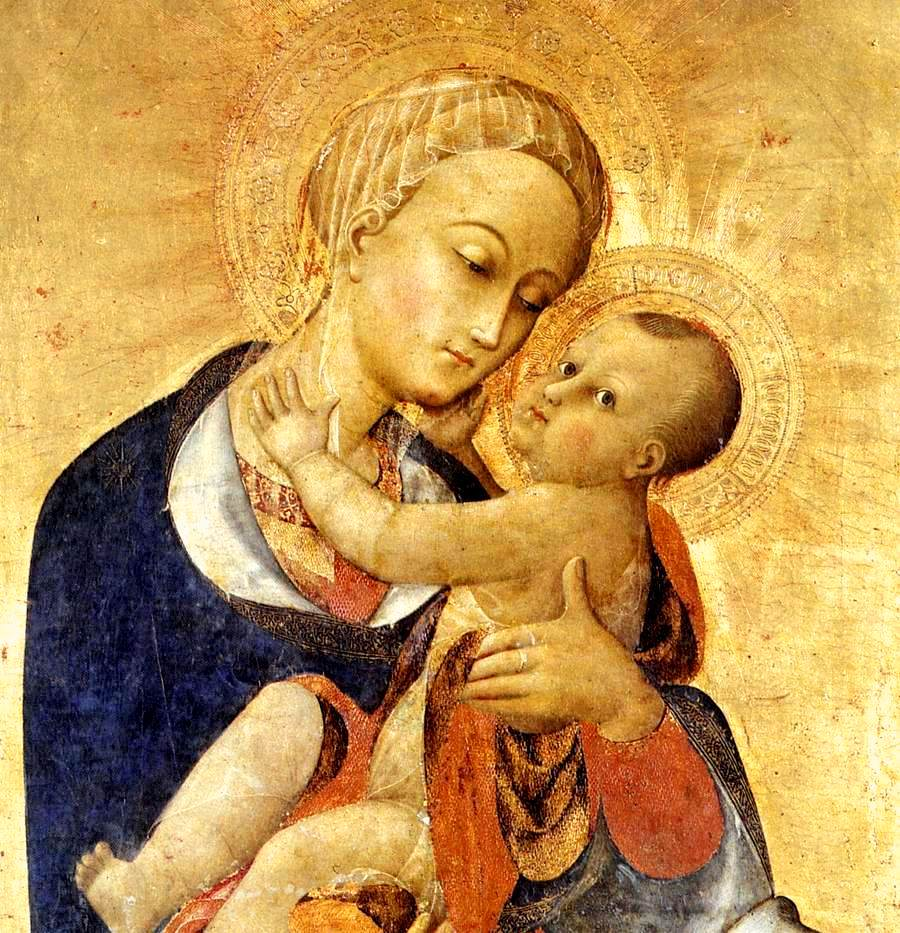
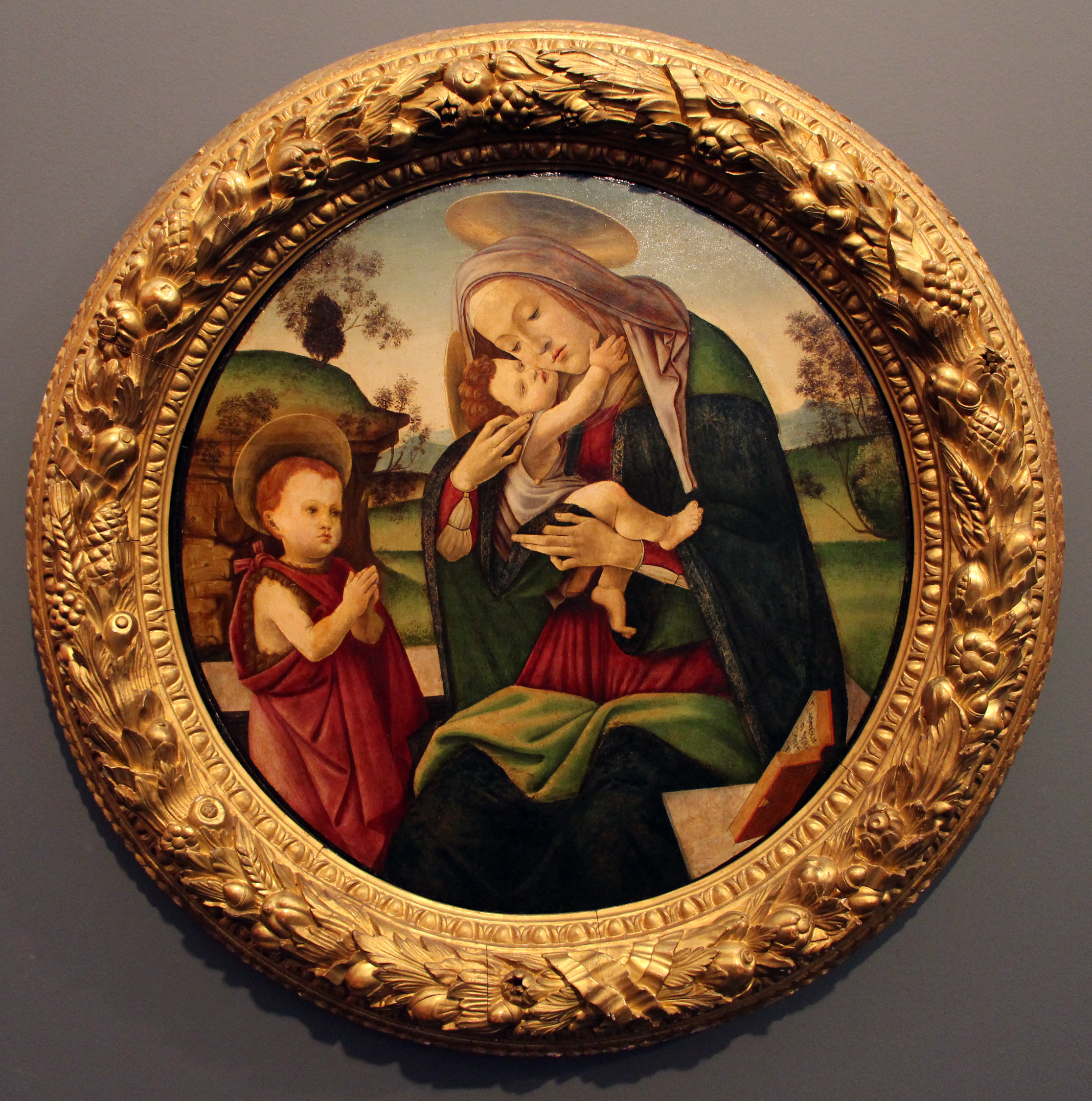
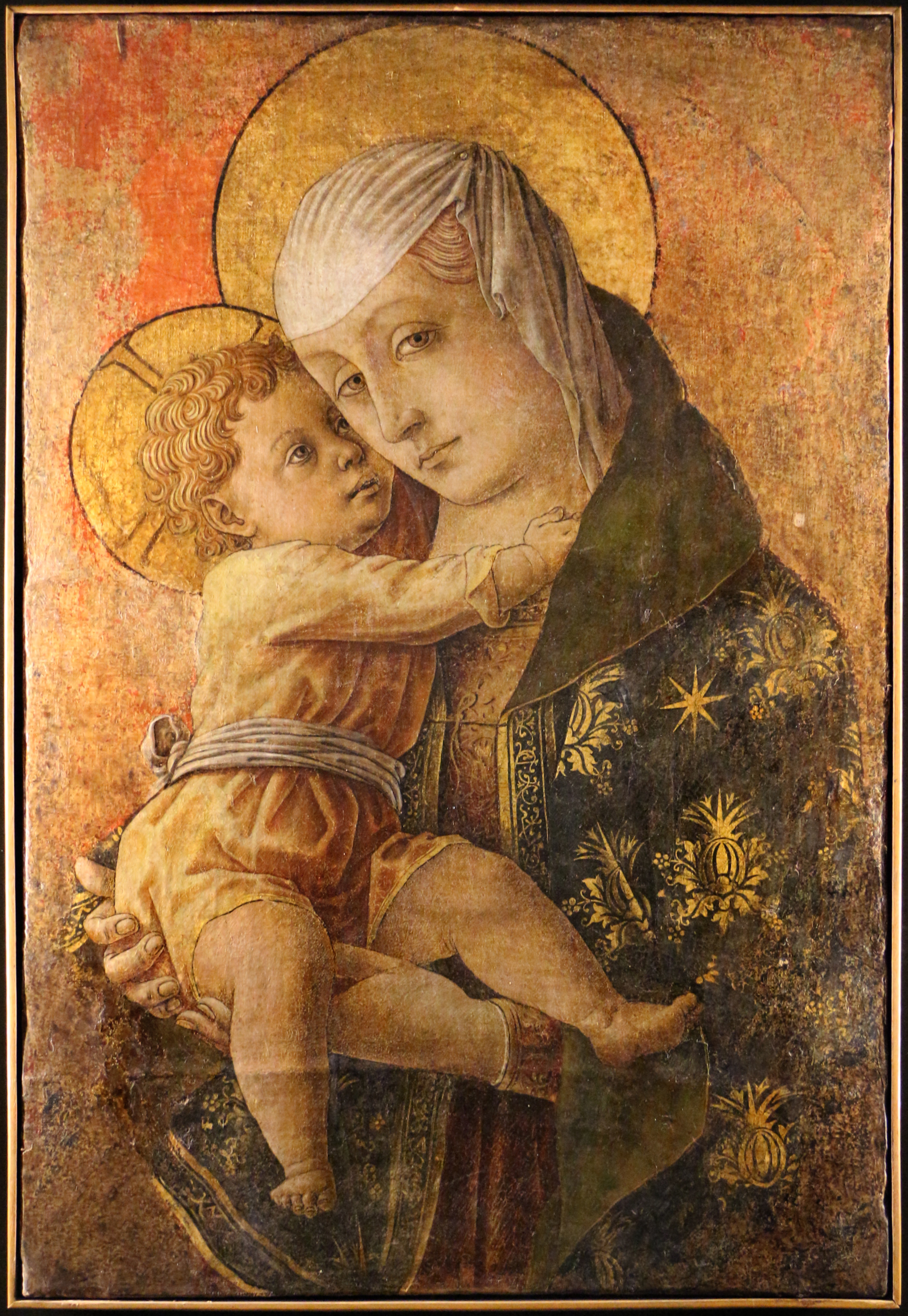
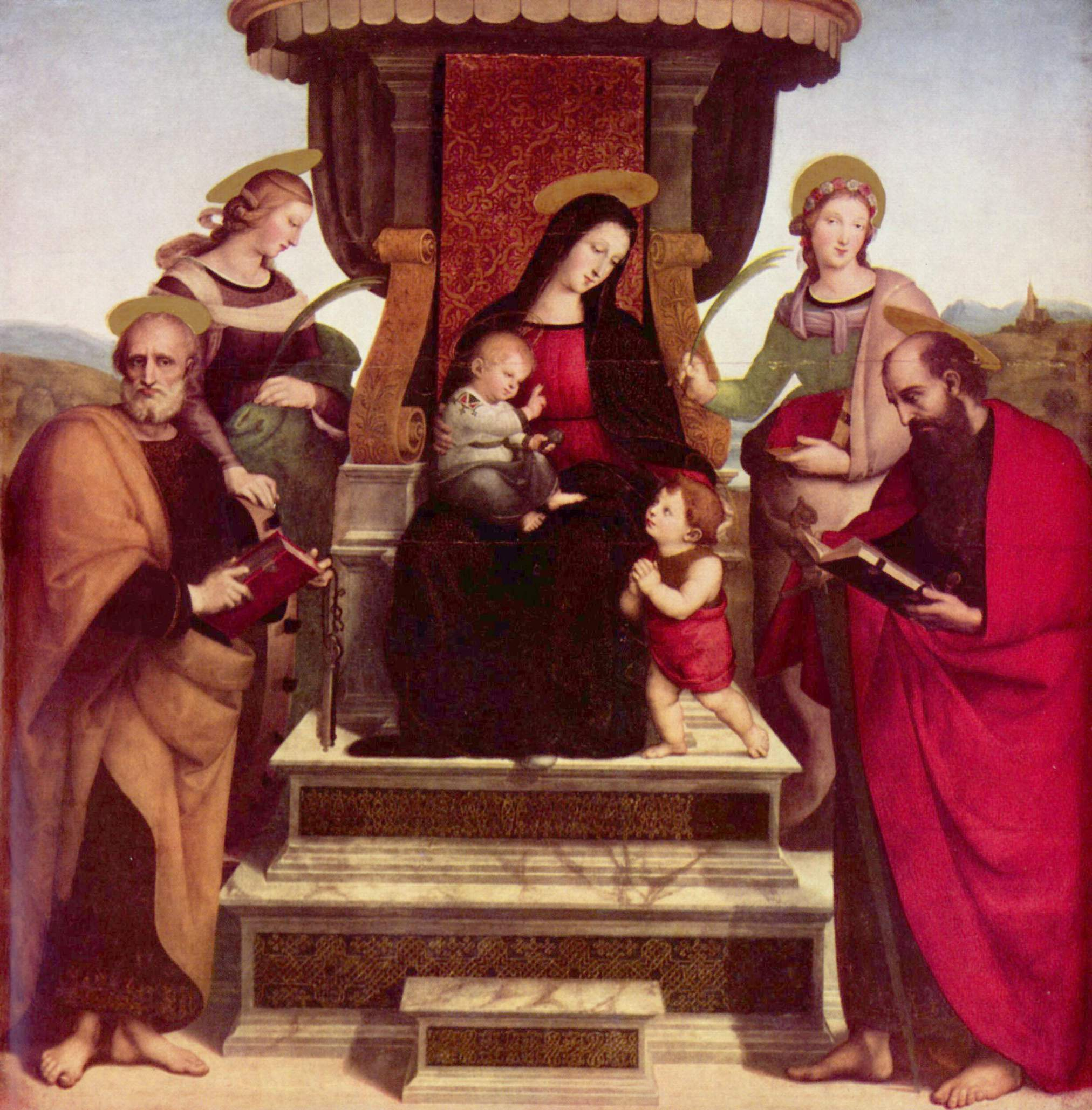
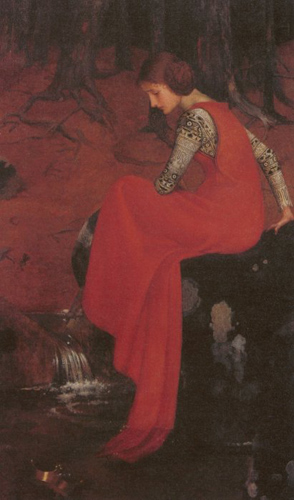
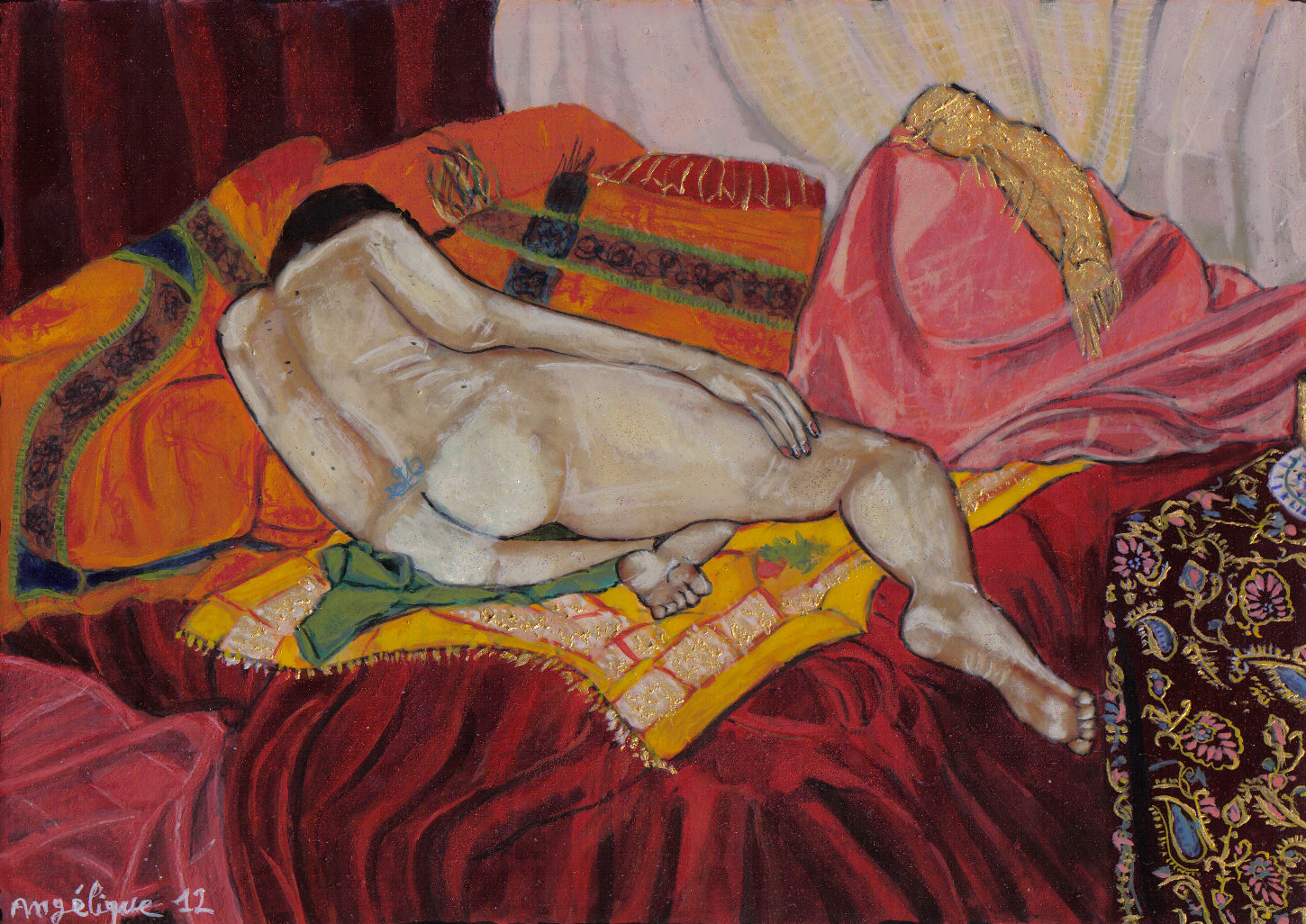